# Merzak Belhimeur
Merzak Belhimeur (arabisch مرزاق بلحيمر) ist ein algerischer Diplomat.

## Werdegang
Belhimeur schloss sein Studium an der Nationalen Verwaltungsschule (ENA d’Alger) ab, bevor er im September 1978 in die Dienste des algerischen Außenministeriums trat. Neben Posten im Ministerium arbeitete er an den algerischen Auslandsvertretungen in Brazzaville (Republik Kongo), Athen (Griechenland), Madrid (Spanien) und der ständigen Vertretung bei den Vereinten Nationen in New York (stellvertretender Vertreter 1993–1996).
Von 1996 bis 2001 war Belhimeur algerischer Botschafter in Harare, mit Zuständigkeit für Simbabwe und Sambia. Danach war er Generaldirektor für multilaterale Beziehungen von 2001 bis 2005 und von 2005 bis 2010 algerischer Botschafter in Mexiko-Stadt, mit Zuständigkeit für Mexiko, Guatemala, Honduras, El Salvador, Costa Rica, Belize, Nicaragua und Panama. Dem folgte von 2010 bis 2018 das Amt des Generaldirektors für Wirtschaftsbeziehungen und Internationale Kooperation und schließlich Ambassador-Counselor im Kabinett des Außenministers.
Am 11. Dezember 2019 wurde Belhimeur algerischer Botschafter in Australien, mit Sitz in Canberra. Damit ist er auch zuständig für Neuseeland, Nauru, Marshallinseln, Samoa, Salomonen, Kiribati, Vanuatu, Cookinseln, Papua-Neuguinea, Palau, Tuvalu, Fidschi, Niue, Mikronesien, Tonga und Osttimor. Aufgrund der Corona-Pandemie übergab Belhimeur seine Zweitakkreditierung an Osttimors Staatspräsident Francisco Guterres erst am 11. November 2021 per Videokonferenz.

## Sonstiges
Belhimeur ist verheiratet und hat drei Kinder. Er spricht Arabisch, Französisch, Englisch und Spanisch.
Belhimeur ist Träger des Ordens vom Aztekischen Adler.